# Seznam nositelů Řádu umění a literatury
Nekompletní seznam nositelů Řádu umění a literatury Francouzské republiky

## Čeští nositelé

### Commandeur des Arts et Lettres
- Václav Havel – dramatik a bývalý prezident Československa a České republiky (2001)

### Officier des Arts et Lettres
- Bohumil Hrabal – český spisovatel
- Petr Janyška – český diplomat, novinář a překladatel
- Josef Koudelka – český fotograf
- Eva Zaoralová – česká filmová publicistka

### Chevalier des Arts et Lettres
- Adolf Born – český malíř a grafik
- Václav Boštík – český malíř
- Daniel Dvořák – český scénograf
- Petr Eben – český hudební skladatel a varhaník
- Anna Fárová – česko-francouzská historička umění a překladatelka
- Hana Hegerová – česká herečka a šansoniérka
- Adolf Hoffmeister – český spisovatel, malíř a diplomat (1958)
- Lenka Horňáková-Civade – česká spisovatelka
- Tereza Horváthová – česká nakladatelka
- Věra Chytilová – česká režisérka
- Irena Jirků – česká novinářka
- Magdalena Kožená – česká operní pěvkyně
- Radoslav Kvapil – český klavírista
- Tomáš Lesser – český rytec skla
- Lucie Lomová – česká scenáristka a ilustrátorka
- Jiří Menzel – český filmový a divadelní režisér
- Markéta Perroud – česká baletka
- Zuzana Růžičková – česká klavíristka a cembalistka
- Jan Saudek – český fotograf
- Jana Semerádová – česká flétnistka (2024)
- Zdeněk Sýkora – český malíř
- Adriena Šimotová – česká malířka, grafička a sochařka
- Bořek Šípek – český architekt a designér
- Eva Urbanová – česká operní pěvkyně
- Jan Vladislav – český básník a překladatel
- Zdeněk Velíšek – český novinář a redaktor
- Eva Zaoralová – česká filmová publicistka

## Zahraniční nositelé

### Commandeur des Arts et Lettres
- Dirk Bogarde – anglický herec (1990)
- Bono – zpěvák irské skupiny U2 (2013)
- David Bowie – anglický zpěvák a skladatel (1999)
- Ray Bradbury – americký spisovatel (2007)
- Sean Connery – skotský herec (1987)
- Bob Dylan – americký zpěvák (1990)
- Clint Eastwood – americký herec (1994)
- Audrey Hepburnová – britská herečka a velvyslankyně UNICEF (1987)
- Jean-Marie Klinkenberg – belgický lingvista a sémiotik (2010)
- Emir Kusturica – srbský filmový režisér (2007)
- Roger Moore – britský herec (2008)
- Joaquín Rodrigo – španělský skladatel (1998)
- Ringo Starr – anglický muzikant a člen Beatles (2013)
- Meryl Streepová – americká herečka (2003)
- Donald Sutherland – kanadský herec (2012)
- Bruce Willis – americký herec (2013)

### Officier des Arts et Lettres
- Tim Burton – americký režisér, scenárista a spisovatel (2010)
- Elton John – anglický zpěvák, skladatel a klavírista (1993)
- Danielle Steel – americká spisovatelka (2002)

### Chevalier des Arts et Lettres
- George Clooney – americký herec (2007)
- Paulo Coelho – brazilský spisovatel (1999)
- Patrick Demarchelier – fotograf (2007)
- Viera Ďuricová – slovenská filmová překladatelka (2015)
- Julia Kristeva – francouzsko-bulharská spisovatelka (1987)
- Jude Law – britský herec (2007)
- Ester Martinčeková-Šimerová – slovenská malířka a scénografka (2001)[1]
- Sherrill Milnes – americký barytonista (1996)
- Kylie Minogue – australská zpěvačka (2008)
- Peter Molyneux – britský designér počítačových her (2007)
- Vanessa Paradis – francouzská herečka a zpěvačka (2007)
- Sandrine Piau – francouzská zpěvačka (2006)
- Pierre Pincemaille – francouzský varhaník, improvizátor a pedagog (2006)